# Hortoneda (Conca de Dalt)
|  | No s'ha de confondre amb Hortoneda de la Conca (antic municipi). |

Hortoneda, també anomenat Hortoneda de la Conca, com l'antic municipi, és un poble de l'antic terme d'aquest nom, de l'actual de Conca de Dalt, al Pallars Jussà.
Juntament amb Herba-savina, Mas de Vilanova o Vilanoveta i Pessonada formava aquest terme d'Hortoneda de la Conca.
El poble d'Hortoneda nasqué a redós del castell d'Hortoneda, del qual degué ser poble castral. Al sud-est de la població s'anà formant amb el temps un segon nucli, nascut com a raval d'Hortoneda, anomenat Segalars. Està situat encimbellat dalt d'un turó a quasi 1.000 metres d'altitud, en un lloc preeminent, amb unes notables vistes sobre la Serra del Boumort, la vall de la Noguera Pallaresa i tot el conjunt de la sotscomarca de la Conca de Dalt. Per descomptat, també sobre la major part del municipi també anomenat Conca de Dalt, al qual pertany.
L'església parroquial és dedicada a santa Maria. Era un notable exemplar del romànic pel seu campanar vuitavat damunt del creuer de l'església, però fou aterrat cap a la meitat del segle xx a causa de la imminent caiguda que feia preveure el seu precari estat.
Poble petit tot al llarg de la seva història, el 1970 tenia 93 habitants, 51 el 1981, i 32 el 2006. Després ha experimentat una certa recuperació, i el 2007 eren ja 44.
Pertanyia a Hortoneda l'església romànica de Sant Cristòfol de Montpedrós, situada uns 5 quilòmetres a llevant del poble, l'antiga quadra de Llania i la caseria esparsa de Segan, a la capçalera del torrent de Llabro.

## Etimologia
Joan Coromines explica l'origen d'Hortoneda com a derivat del nom comú preromà Artone, nom d'una planta, que donaria un Artó transformat en Hortó per la semblança amb el nom comú procedent del llatí hort.

## Història
Hortoneda té el seu article en el Diccionario geográfico... de Pascual Madoz, del 1845 Segons aquest autor, Ortoneda està situat damunt d'una roca, ventilat per tots els costats i amb un clima molt sa. Tenia 38 cases miserables, que formaven carrers, en part planes, i en part costerudes, molt brutes. L'església era fora del poble, amb cementiri annex. Fonts de bona qualitat, però amb poca aigua envoltaven el poble. El terreny era aspre, trencat, i de mala qualitat. De secà, només hi havia alguns hortets, regats amb l'aigua d'algunes fonts. Hi havia boncs boscos de pins, ginebrons i alzines, però es van talar, i quasi no queda res per a fusta, però sí molta llenya, que aprofitaven els veïns per a vendre i assegurar-se la subsistència. S'hi produïa ordi, patates i llana. El bestiar, ovelles per a llana, cabres, vaques, mules, ases i porcs. Poca cacera, però amb abundor de llops i altres animals perjudicials. La població era formada per 47 veïns (caps de família) i 151 ànimes (habitants).

## Llegendes
Com altres indrets dels entorns de Collegats, Hortoneda té la seva llegenda, Les Encantades d'Hortoneda, recollida per Pep Coll, fill del veí poble de Pessonada: al peu del camí de Baiarri, en un serrat davant del poble, hi ha les restes de la Cabaneta de les Encantades, on a les nits s'organitzava un guirigall considerable, ja que era el lloc de trobada de totes les bruixes dels entorns. Els d'Hortoneda anaren a parlar amb el rector per tal de trobar una solució a aquell enrenou diari. El capellà recomanà tocar cada dia les campanes amb el toc d'oració a l'hora convenient, i al cap de poc temps, les donotes que es reunien a la cabana van anar desapareixent. Les campanes d'Hortoneda encara avui dia -diuen- toquen cada dia a oració, a més dels tocs preceptius de la missa dominical.
Una segona llegenda, més moderna, és recollida pel mateix autor. La hi contà el Pepe del Músic. Diu que en el taulell d'anuncis de l'ajuntament de Conca de Dalt -o Pallars Jussà, o el Pont de Claverol, segons les èpoques-, situat a la façana de les antigues escoles del poble, els edictes o altres textos oficials desapareixien al cap de poc de ser penjats. Tots els veïns estaven molt intrigats pels fets, i ja començaven a atribuir-ho al retorn de les bruixes de la cabaneta, o als anarquistes d'abans de la guerra, quan algú va observar casualment què passava: quan les cabres menades pel Toni passaven per aquell lloc, el boc s'hi adreçava i, en un tancar i obrir d'ulls, s'alçava sobre les potes de darrere i pegava mossada al paper oficial. El cabró s'havia engormandat de la tinta del document oficial!